# Joaquim Valls i Casanova
Joaquim Valls i Casanova (L'Armentera, 12 d'abril de 1914 - Figueres, 6 de juliol de 1994) fou un futbolista català de les dècades de 1930 i 1940.
Començà a destacar al FC L'Escala i a continuació a la UE Figueres, club on passà la major part de la seva carrera. L'any 1932 fitxà pel FC Barcelona, on només disputà partits amistosos i un partit oficial del Campionat de Catalunya. Ja a la dècada de 1940 debutà a la primera divisió espanyola amb el CE Castelló (1943-44), i la temporada següent amb el Celta de Vigo a segona divisió, club on arribar com a substitut del jugador Venancio González Iglesias, que s'havia lesionat. Posteriorment fou jugador del Lleida, i novament de Figueres i L'Escala. Jugà un partit amb la selecció de Catalunya.